# Bataille de Syracuse
Guerre de Succession d'Espagne
Batailles
Campagnes de Flandre et du Rhin
- Landau (1702)
- Friedlingen (1702)
- Kehl (1703)
- Ekeren (1703)
- Höchstädt (1703)
- Spire (1703)
- Schellenberg (Donauworth) (1704)
- Blenheim (1704)
- Landau (1704)
- Vieux-Brisach (1704)
- Eliksem (1705)
- Ramillies (1706)
- Stollhofen (1707)
- Cap Béveziers (1707)
- Cap Lizard (1707)
- Audenarde (1708)
- Wynendaele (1708)
- Lille (1708)
- Gand (1708)
- Malplaquet (1709)
- Douai (1710)
- Bouchain (1711)
- Denain (1712)
- Bouchain (1712)
- Douai (1712)
- Landau (1713)
- Fribourg (1713)

Campagnes d'Italie
- Carpi (1701)
- Chiari (1701)
- Crémone (1702)
- Luzzara (1702)
- Verceil (1704)
- Cassano (1705)
- Nice (1705-1706)
- Calcinato (1706)
- Turin (1706)
- Castiglione (1706)
- Toulon (1707)
- Gaeta (1707)
- Cesana (1708)
- Syracuse (1710)

Campagnes d'Espagne et de Portugal
- Cadix (1702)
- Vigo (navale 1702)
- Cap de la Roque (1703)
- Gibraltar (août 1704)
- Ceuta (1704) (es)
- Málaga (1704)
- Gibraltar (1704-1705)
- Marbella (1705)
- Montjuïc (1705)
- Barcelone (1705)
- Badajoz (1705)
- Barcelone (1706)
- Murcie (1706) (es)
- El Albujón (1706) (es)
- Santa Cruz de Ténérife (1706) (en)
- Almansa (1707)
- Xàtiva (1707)
- Ciudad Rodrigo (1707) (en)
- Lérida (1707)
- Tortosa (1708)
- Minorque (1708)
- Gudiña (1709)
- Almenar (1710)
- Saragosse (1710)
- Brihuega (1710)
- Villaviciosa (1710)
- Barcelone (1713-1714)

Campagnes de Hongrie
- Saint-Gotthard (1703) (en)
- Biskupice (1704) (en)
- Smolenice (1704) (en)
- Koroncó (1704) (en)
- Zsibó (1705) (en)
- Saint-Gotthard (1705) (en)
- Trenčín (1708) (en)

Antilles et Amérique du sud
- Santa Marta (1702)
- Guadeloupe (1703)
- Nassau (1703)
- Colonia del Sacramento (1704)
- Carthagène (1708)
- Rio (1710)
- Carthagène (1711)
- Rio (1711)
- Cassard (1712)

La bataille de Syracuse est une bataille navale qui a lieu le 9 novembre 1710 au large du port sicilien de Syracuse, dans le cadre de la guerre de Succession d'Espagne. Une flotte française placée sous les ordres de Jacques Cassard vient porter secours à une flotte marchande française, chargée de cargaison de valeur, qui était bloquée à l'intérieur du port par une flotte britannique. Cassard arrive devant Syracuse alors qu'une grande partie de la flotte assiégeante avait quitté les lieux pour aller se ravitailler à Port Mahon sur Minorque. La flotte française, composée de cinq vaisseaux de ligne, parvient à capturer le HMS Falcon et le HMS Pembroke (en), les deux vaisseaux laissés sur place, et escorte la flotte marchande jusqu'à Marseille.

## Sources et bibliographie
- (en) Cet article est partiellement ou en totalité issu de l’article de Wikipédia en anglais intitulé « Battle of Syracuse (1710) » (voir la liste des auteurs).
- (en) Charles Boswell Norman, The corsairs of France, S. Low, Marston, Searle, & Rivington, 1887, 464 p. (lire en ligne)
- (en) Edward Phillips Statham, Privateers and privateering, Hutchinson & Company, 1910, 382 p. (lire en ligne)